# Epigon
Epigon (grško epigonos) so v grški mitologiji sinovi sedmih mitoloških junakov, ki so razdejali mesto Tebe in tako maščevali smrt svojih očetov.